# پوست‌خرسی
پوست‌خرسی (آلمانی: Der Bärenhäuter) یک افسانه آلمانی است که توسط برادران گریم گردآوری شده و در شمارهٔ ۱۰۱ از کتاب «افسانه‌های کودکان و خانه» منتشر شده است. این داستان از نوع ATU 361 در نمایه آرن–تامپسون–اوتر طبقه‌بندی می‌شود؛ گونه‌ای از داستان‌های فولکلور که در آن قهرمان با شیطان معامله‌ای می‌کند و در ازای تحمل سختی، به ثروت و ازدواج با شاهزاده‌خانم می‌رسد. این داستان توسط اندرو لانگ در کتاب پری صورتی گنجانده شد.

## خلاصه داستان
در ابتدای داستان، یک سرباز جوان پس از پایان جنگ، به خانه بازمی‌گردد. والدینش درگذشته‌اند و برادرانش نیز او را نمی‌پذیرند. او تنها، بی‌پول و ناامید در دشتی متروک قدم می‌زند تا اینکه با مردی با شنل سبز و سم اسبی به جای پا روبه‌رو می‌شود. آن مرد شیطان است.
شیطان برای آزمودن او، خرسی وحشی به سویش می‌فرستد. سرباز آن را می‌کشد و پس از اثبات شجاعتش، شیطان پیشنهادی وسوسه‌انگیز می‌دهد: اگر هفت سال خود را نشوید، موهایش را کوتاه نکند، ناخن‌هایش را نگیرد، دعا نکند و در پوست همان خرس بخوابد، در عوض در جیب شنل سبزش همیشه پول خواهد بود. اگر موفق شود، آزاد و ثروتمند خواهد شد، ولی اگر بمیرد، روحش متعلق به شیطان خواهد بود. مرد که چاره‌ای ندارد، می‌پذیرد و به "پوست‌خرسی" معروف می‌شود.
او در طول این هفت سال، با پولی که دارد به فقرا کمک می‌کند و از آنها می‌خواهد برای نجاتش دعا کنند. اما چهره و بوی زننده‌اش باعث می‌شود دیگران از او بیزار شوند. در سال چهارم، با پیرمردی مواجه می‌شود که توان پرداخت بدهی‌هایش را ندارد و باید دخترانش را نیز بی‌سرپناه رها کند. پوست‌خرسی بدهی‌اش را می‌پردازد و در عوض پیرمرد قول می‌دهد یکی از دخترانش را به همسری او بدهد.
دختر بزرگ‌تر فرار می‌کند، دختر میانی می‌گوید از او بدتر فقط یک خرس واقعی است. اما دختر کوچک، با وجود ظاهر وحشتناک مرد، به قول پدر پایبند می‌ماند. پوست‌خرسی نیمی از انگشتری خود را به او می‌دهد و قول می‌دهد سه سال بعد بازگردد.
پس از هفت سال، شیطان ظاهر می‌شود و به عهدش وفا می‌کند: او را شست‌وشو می‌دهد، موهایش را کوتاه می‌کند، ناخن‌هایش را می‌گیرد و اجازه می‌دهد نماز بخواند. سپس ناپدید می‌شود. مرد، اکنون آراسته و ثروتمند، نزد خانوادهٔ دختر می‌رود. دخترها او را نمی‌شناسند. او نیمی از انگشتر را در جام شراب دختر کوچک می‌اندازد. او با دیدن انگشتر، عشق قدیمی‌اش را می‌شناسد و آن‌ها ازدواج می‌کنند.
وقتی دو خواهر درمی‌یابند که چه شانس بزرگی را از دست داده‌اند، یکی خود را دار می‌زند و دیگری خود را در آب می‌اندازد. شب‌هنگام، شیطان ظاهر می‌شود و با خنده می‌گوید: «دیدی؟ دو روح به بهای یک روح گرفتم!»

## منشأ
نخستین نسخهٔ این داستان در چاپ اول جلد دوم افسانه‌های گریم (۱۸۱۵) با نام «شیطان سبزپوش» (Der Teufel Grünrock) منتشر شد. در چاپ پنجم (۱۸۴۳)، عنوان به «پوست‌خرسی» تغییر یافت. گریم‌ها این روایت را از خانوادهٔ فون هاکس‌تاوزن گرفته بودند. همچنین احتمال تأثیرپذیری آن از داستان «خاستگاه نام بئرنهویتر» اثر هانس یاکوب کریستوفل فن گریمِل‌هاوزن وجود دارد که در ۱۶۷۰ منتشر شده بود.

## نسخه‌های مشابه
داستان «پوست‌خرسی» در فرهنگ‌های مختلف اروپایی و حتی آسیایی، روایت‌های مشابهی دارد. از جمله:
- «دون جووانی دلا فورتونا» در سیسیل، که مردی فقیر با شیطان معامله می‌کند و در پایان به پادشاهی می‌رسد.
- «دروازه‌بان دوزخ» در اتریش، که قهرمان به جای سرباز، کودکی کثیف است که برای هفت سال در دوزخ خدمت می‌کند.
- «پاداش مهربانی» در فیلیپین، که کودکی به شیطان فروخته می‌شود اما با نیکوکاری آزاد می‌گردد.
- «شلوارک شیطان» در بولونیا، که قهرمان از راه خدمتکاری امرار معاش می‌کند ولی مورد علاقه زنان قرار می‌گیرد و از کار اخراج می‌شود.[۳][۴][۵][۶]

## تحلیل داستان
داستان «پوست‌خرسی» ساختاری مشابه افسانه‌هایی چون «دیو و دلبر» دارد، اما تفاوت مهم اینجاست که قهرمان داستان خودش به هیئت هیولا درمی‌آید و عروسی، پایان تغییر ظاهر او نیست بلکه نتیجهٔ گذر از آزمونی دشوار است.
در زمینهٔ اجتماعی، این افسانه در دوران پس از جنگ‌های ناپلئونی گردآوری شد؛ زمانی که سربازان زیادی پس از پایان خدمت، سرگردان بودند و جامعه نیز پذیرای آنان نبود. «پوست‌خرسی» نماد چنین سربازی است که با تحمل مشقت و اخلاق نیکو، سرنوشت خود را دگرگون می‌کند.
همچنین اشاره به تقابل خیر و شر (سرباز و شیطان)، وفاداری (دختر کوچک)، آزمون‌های اخلاقی و پاداش ایمان از مضامین مهم داستان هستند.

## در فرهنگ عامه
- تام داونپورت نسخه‌ای آمریکایی از داستان را با نام «پوست‌خرسی» ساخت که در ویرجینیای پس از جنگ داخلی ایالات متحده رخ می‌دهد.
- در روسیه، بوریس شرگین داستان «پرونکای کثیف» را نوشت که با شیطانی ثروتمند آمریکایی معامله می‌کند.
- در انیمهٔ ژاپنی Grimm's Masterpiece Theater، نسخه‌ای از داستان با نام ژوهان و کریستینا ساخته شد.
- شخصیت پوست‌خرسی در مجموعه کمیک Fables نیز حضور دارد.
- آهنگساز آمریکایی، استیفن دچسار، نمایش‌نامه‌ای موزیکال بر اساس این افسانه نوشته‌است.

## اپراها
دو اپرا با الهام از این داستان ساخته شده‌اند:
- «پوست‌خرسی» اثر زیگفرید واگنر (۱۸۹۹)
- اپرای «پوست‌خرسی» اثر آرنولد مندلسون (۱۹۰۰)

## نگارخانه

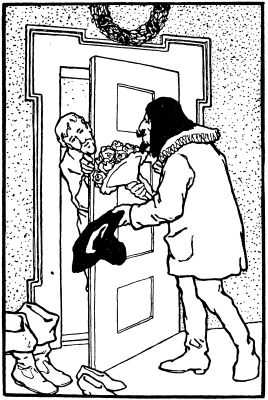
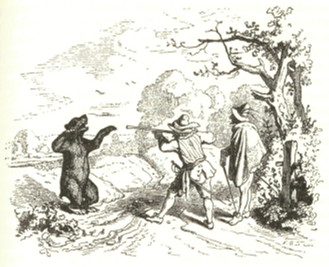
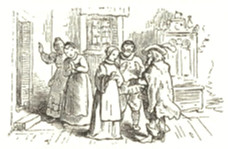
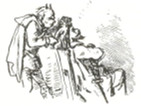
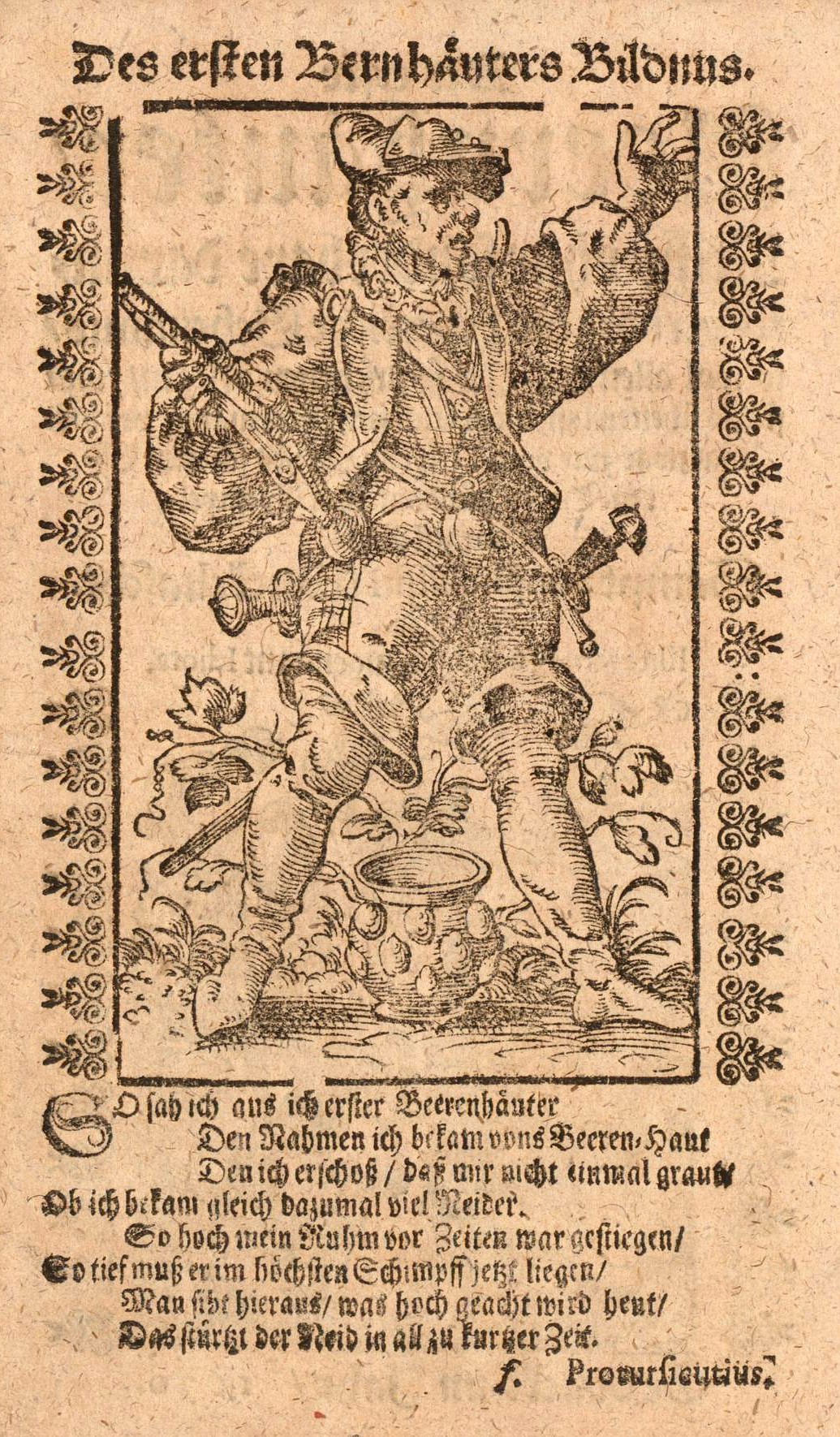
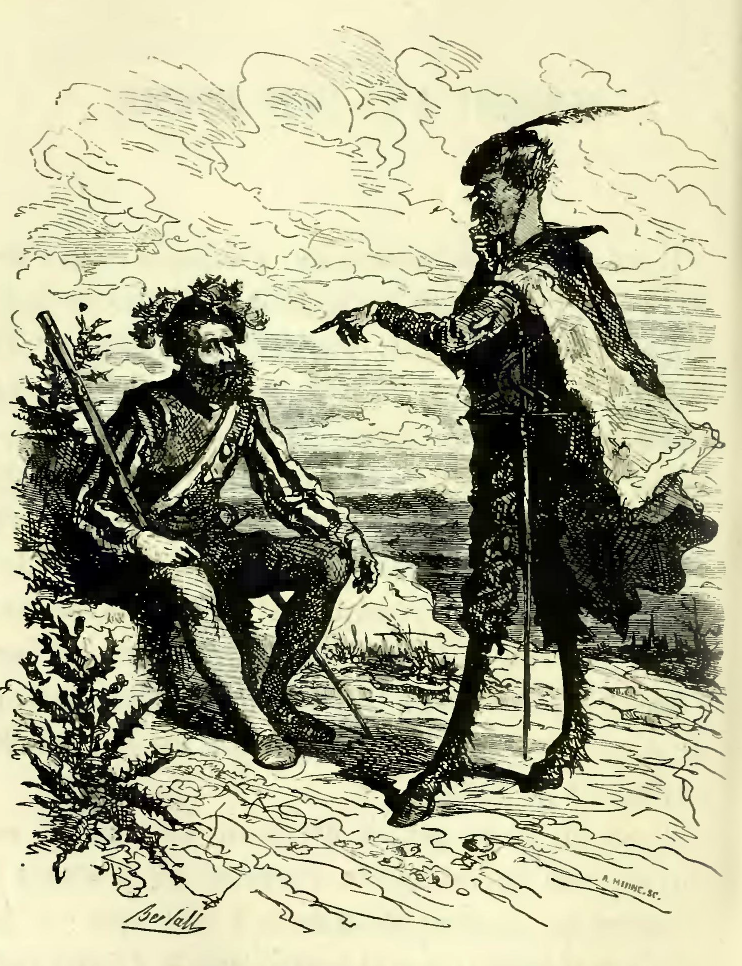